# San Mariano
San Mariano is een gemeente in de Filipijnse provincie Isabela in het noordoosten van het eiland Luzon. Bij de laatste census in 2007 had de gemeente bijna 45 duizend inwoners.

## Geografie

### Bestuurlijke indeling
San Mariano is onderverdeeld in de volgende 36 barangays:
| - Alibadabad - Balagan - Binatug - Bitabian - Buyasan - Cadsalan - Casala - Cataguing - Daragutan East - Daragutan West - Del Pilar - Dibuluan | - Dicamay - Dipusu - Disulap - Disusuan - Gangalan - Ibujan - Libertad - Macayucayu - Mallabo - Marannao - Minanga - Old San Mariano | - Palutan - Panninan - San Jose - San Pablo - San Pedro - Santa Filomina - Tappa - Ueg - Zamora - Zone I - Zone II - Zone III |

## Demografie
San Mariano had bij de census van 2007 een inwoneraantal van 44.718 mensen. Dit zijn 3.409 mensen (8,3%) meer dan bij de vorige census van 2000. De gemiddelde jaarlijkse groei komt daarmee uit op 1,10%, hetgeen lager is dan het landelijk jaarlijks gemiddelde over deze periode (2,04%). Vergeleken met de census van 1995 is het aantal mensen met 6.857 (18,1%) toegenomen.

De bevolkingsdichtheid van San Mariano was ten tijde van de laatste census, met 44.718 inwoners op 1469,5 km², 30,4 mensen per km².